# Scheiben (Gemeinde Bad Großpertholz)
Scheiben ist eine Ortschaft in der Marktgemeinde Bad Großpertholz im Bezirk Gmünd in Niederösterreich mit 80 Einwohnern (Stand 1. Jänner 2024).

## Geografie
Eingezwängt zwischen dem Schwarzenberg (957 m ü. A.) und dem Streimberg (775 m ü. A.) zieht sich der Ort als langgestreckte Häuserreihe von Bad Großpertholz nach Südwesten das Tal hinauf. Der Name bezieht sich vermutlich auf den häufig vorkommenden Flurnamen „scheiben“, eine runde, scheibenartige Geländeform.
Am 1. April 2020 umfasste die Ortschaft 42 Adressen.

## Geschichte
Im Jahr 1431 verlieh Rüdiger von Starhemberg zu Rappottenstein die Zehentrechte der Lage 'In der Scheiben' an seinem Burghauptmann Georg Greffel. Der Rappottensteiner Urbar von 1556 bezeichnet die Siedlung mit zwei Hold Grund. 1653 gelangt die Herrschaft Großpertholz zusammen mit Scheiben in den Besitz von Joachim Graf Windhag. 
Der Ort wurde im Jahr 1822 als Dorf mit 24 Häusern genannt, das nach Großpertholz eingepfarrt war, wohin auch die Kinder eingeschult wurden. Die Herrschaft Großpertholz besaß die Ortsobrigkeit, besorgte die Konskription und hatte die Grundherrschaft inne. Die Landgerichtsbarkeit wurde von der Herrschaft Weitra ausgeübt. Im Franziszeischen Kataster von 1823 ist der Ort mit mehreren Gehöften ausgewiesen und seit 1850 zählt Scheiben zusammen mit Angelbach zur Gemeinde Großpertholz.

## Naturpark Nordwald
Der 1971 gegründete Verein Naturpark Nordwald betreibt in Scheiben die zum Naturpark Nordwald gehörenden Einrichtungen wie das Infoblockhaus, eine Kapelle, Kinderspielplätze, Grillstellen, ein Tiergehege und den Aussichtsturm am Schwarzenberg.